# Instabiliteitsstrip

Hertzsprung-Russelldiagram waarin de locatie van de instabiliteitsstrip aangegeven wordt.

De instabiliteitsstrip is in de sterrenkunde een gebied in het Hertzsprung-Russelldiagram dat verschillende klassen van pulserende veranderlijke sterren herbergt. Voorbeelden zijn de Delta Scuti-veranderlijken, SX Phoenix-veranderlijken, snel oscillerende Ap sterren dicht op de hoofdreeks, RR Lyrae-sterren waar de strip de horizontale tak doorkruist; en Cepheïde-veranderlijken waar de strip de reuzentak doorkruist.
RV Tauri veranderlijken worden ook vaak verondersteld op de instabiliteitsstrip te liggen, het gebied innemend rechts van de fellere Cepheïden (bij lagere temperaturen), aangezien beide pulsaties worden toegedicht aan hetzelfde mechanisme.

## Positie op het Hertzsprung-Russel-diagram
De instabiliteitsstrip snijdt de hoofdreeks in het gebied van A-type en F-stype sterren (bij 1-2 zonsmassa) en strekt tot G-type en hetere K-types, het felle superreus gedeelte, volgens sommige meetmethoden zelfs tot hete M-type ster. Boven de hoofdreeks op het HR is het overgrote merendeel van de sterren in de instabiliteitsstrip veranderlijk. Waar de strip de hoofdreeks doorkruist zijn bijna al de sterren stabiel.

## Pulsaties
Sterren op de instabiliteitsstrip pulseren vanwege de aanwezigheid van dubbel geïoniseerd helium (He III) in hun atmosfeer. In normale A, F of G-type sterren is helium neutraal in de fotosfeer van de ster. Dieper, onder de fotosfeer bij temperaturen rond 25 tot 30 duizend Kelvin begint de He II laag (de eerste heliumionisatie). De tweede ionisatie van helium begint bij 35 tot 50 duizend Kelvin.
Wanneer de ster ineenkrimpt neemt de dichtheid en temperatuur van de He II laag toe. He II begint dan in He III te veranderen (de tweede helium ionisatie). Dit brengt een verandering van opaciteit met zich mee waardoor de energie die uitgestraald wordt dieper in de ster door deze laag geabsorbeerd wordt. Hierdoor stijgt de temperatuur en begint de ster uit te dijen. Met uitzetting volgt afkoeling en begint het He III weer te veranderen in He II en vermindert de opaciteit weer. Dit brengt meer afkoeling tot teweeg, waarop de ster uiteindelijk weer begint met krimpen en de cyclus weer opnieuw begint.
De perioden van veranderlijkheid van een ster haar radiale pulsaties en magnitude hangt af van de afstand van de He II zone van het steroppervlak in de steratmosfeer. Voor de meeste Cepheïden bijvoorbeeld resulteert dit in een asymmetrische lichtkromme, de helderheid stijgt rap naar het maximum en valt dan langzaam terug naar het minimum.

## Andere pulserende sterren
Er zijn verschillende klassen van pulserende sterren die niet op de instabiliteitsstrip te vinden zijn waarvan de pulsaties gedreven worden door andere mechanismen. Bij koelere temperaturen zijn er de sterren van de asymptotische reuzentak met lange perioden. Bij hetere temperaturen zijn er de Beta Cephei-veranderlijken en PV Telescopii sterren. Op de rand van de instabiliteitsstrip nabij de hoofdreeks zijn Gamma Doradus veranderlijken. De HR strook van witte dwergen heeft drie verschillende gebieden van veranderlijken: DOV, DBV en DAV. Hierbij zijn componenten van de ster anders dan helium verantwoordelijk voor de pulsaties.
De meeste superreuzen met een hoge lichtkracht zijn enigszins veranderlijk, inclusief de Alpha Cygni veranderlijken. In het specifieke gedeelte van zeer felle sterren op het HR boven de instabiliteitsstrip vindt men de gele superreus welk onregelmatige pulsaties en uitbarstingen vertoont. De hetere lichtsterke blauwe variabelen zouden gerelateerd kunnen zijn en vertonen gelijksoortige lange en korte termijn spectrale en lichtkracht variaties met onregelmatige uitbarstingen.